# Superliga de China 2020
La Superliga de China 2020, oficialmente conocida como la Superliga de la Asociación de Fútbol de China Ping An 2020 debido a razones de patrocinio, fue la 17ª edición de la liga profesional de fútbol en China. La temporada estaba originalmente programada para comenzar el 22 de febrero y terminar el 31 de octubre, pero debido a la pandemia de COVID-19, se pospuso y finalmente comenzó el 25 de julio de 2020.
La temporada se dividió en dos etapas. La primera etapa se jugó desde el 25 de julio hasta el 29 de septiembre de 2020, y la segunda etapa desde el 16 de octubre hasta el 12 de noviembre de 2020. El Jiangsu Suning FC se coronó campeón al vencer al defensor del título, el Guangzhou FC, en la fase final. Sin embargo, tres meses después, el Jiangsu FC se disolvió, y el cuarto clasificado, el Shanghái Port, tomó su lugar en la Liga de Campeones de la AFC 2021.

## Cambios de club
Clubes ascendidos de la China League One 2019
- Qingdao Huanghai
- Cangzhou Mighty Lions

Clubes relegados a la China League One 2020
- Beijing Renhe

Entradas disueltas
- Tianjin Tianhai Football Club[6]

### Cambios de nombre
- Dalian Yifang F.C. cambió su nombre a Dalian Professional Football Club en enero de 2020.[7]

## Clubes

### Estadios y ubicaciones
| Equipo                            | Entrenador               | Ciudad       | Estadio                                        | Capacidad | Temporada 2019 |
| --------------------------------- | ------------------------ | ------------ | ---------------------------------------------- | --------- | -------------- |
| Guangzhou Football Club           | Fabio Cannavaro          | Cantón       | Estadio Tianhe                                 | 54,856    | Primero        |
| Beijing Guoan                     | Bruno Génésio            | Pekín        | Estadio de los Trabajadores                    | 66,161    | 2.º            |
| Shanghái Port                     | Vítor Pereira            | Shanghái     | Estadio del centro deportivo de Yuanshen       | 16,000    | 3.er           |
| Jiangsu Football Club             | Cosmin Olăroiu           | Nankín       | Centro Deportivo Olímpico de Nankín            | 61,443    | 4.º            |
| Shandong Taishan                  | Hao Wei                  | Jinan        | Jinan Olympic Sports Center Stadium            | 56,808    | 5.º            |
| Wuhan Football Club               | Pang Li (cuidador)       | Wuhan        | Centro deportivo Wuhan Five Rings              | 30,000    | 6.º            |
| Tianjin Jinmen Tiger              | Wang Baoshan             | Tianjin      | Estadio Olímpico de Tianjin                    | 54,696    | 7.º            |
| Henan Songshan Longmen            | Javier Pereira Megía     | Zhengzhou    | Estadio Zhengzhou Hanghai                      | 29,860    | Octavo         |
| Dalian Professional Football Club | Rafa Benítez             | Dalian       | Estadio del Centro Deportivo de Dalian         | 60,832    | Noveno         |
| Chongqing Liangjiang Athletic     | Chang Woe-ryong          | Chongqing    | Centro de Deportes Olímpicos de Chongqing      | 58,680    | 10.º           |
| Hebei Football Club               | Xie Feng                 | Langfang     | Estadio Langfang                               | 30,040    | 11             |
| Guangzhou City Football Club      | Giovanni van Bronckhorst | Cantón       | Estadio Yuexiushan                             | 18,000    | 12.º           |
| Shanghái Greenland Shenhua        | Choi Kang-hee            | Shanghái     | Estadio Hongkou                                | 33,060    | 13             |
| Qingdao Huanghai P                | Wu Jingui                | Qingdao      | Estadio Conson                                 | 45,000    | CL1, 1.er      |
| Cangzhou Mighty LionsP            | Afshin Ghotbi            | Shijiazhuang | Centro Deportivo Internacional Yutong          | 29,000    | CL1, 2.º       |
| Shenzhen Football Club            | Jordi Cruyff             | Shenzhen     | Centro deportivo de la Universiada de Shenzhen | 60,334    | 15             |

### Cambios gerenciales
| Equipo                        | Gerente saliente           | Forma de partida           | Fecha de vacante         | Posición en la mesa | Gerente entrante           | Fecha de nombramiento    |
| ----------------------------- | -------------------------- | -------------------------- | ------------------------ | ------------------- | -------------------------- | ------------------------ |
| Chongqing Liangjiang Athletic | Jordi Cruyff               | Consentimiento mutuo       | 14 de diciembre de 2019  | Pretemporada        | Chang Woe-ryong            | 18 de diciembre de 2019  |
| Wuhan Football Club           | Li Tie                     | Firmado por China          | 2 de enero de 2020       | Pretemporada        | José Manuel González López | 4 de enero de 2020       |
| Guangzhou City Football Club  | Dragan Stojković           | Consentimiento mutuo       | 3 de enero de 2020       | Pretemporada        | Giovanni van Bronckhorst   | 4 de enero de 2020       |
| Qingdao Huanghai              | Juanma Lillo               | Consentimiento mutuo       | 5 de junio de 2020       | Pretemporada        | Wu Jingui                  | 4 de agosto de 2020      |
| Henan Songshan Longmen        | Wang Baoshan               | Consentimiento mutuo       | 6 de julio de 2020       | Pretemporada        | Yang Ji (cuidador)         | 9 de julio de 2020       |
| Shenzhen Football Club        | Roberto Donadoni           | Despedido                  | 11 de agosto de 2020     | Grupo A, 6.º        | Jordi Cruyff               | 14 de agosto de 2020     |
| Tianjin Jinmen Tiger          | Uli Stielike               | Despedido                  | 19 de agosto de 2020     | Grupo B, 8.º        | Wang Baoshan               | 19 de agosto de 2020     |
| Henan Songshan Longmen        | Yang Ji (cuidador)         | Fin del tiempo de cuidador | 11 de septiembre de 2020 | Grupo A, 8.º        | Javier Pereira Megía       | 11 de septiembre de 2020 |
| Wuhan Football Club           | José Manuel González López | Despedido                  | 24 de septiembre de 2020 | Grupo B, 6.º        | Pang Li (cuidador)         | 24 de septiembre de 2020 |
| Shandong Taishan              | Li Xiaopeng                | Consentimiento mutuo       | 5 de octubre de 2020     | Grupo A, 3.er       | Hao Wei                    | 5 de octubre de 2020     |

### Nacionalidad del entrenador
| país                    | Número |
| ----------------------- | ------ |
| República Popular China | 5      |
| Países Bajos            | 2      |
| España                  | 2      |
| Corea del Sur           | 2      |
| Irán                    | 1      |
| Portugal                | 1      |
| Italia                  | 1      |
| Francia                 | 1      |
| Rumania                 | 1      |

## Jugadores extranjeros
- Jugadores extranjeros: el número de jugadores extranjeros (excluidos los porteros) que los clubes pueden registrar durante el transcurso de la temporada aumenta de seis a siete y el número de jugadores extranjeros permitidos en cada equipo de la CSL en un momento dado también aumenta de cuatro a cinco. . Se puede inscribir un máximo de cinco jugadores extranjeros para cada partido y se pueden alinear un máximo de cuatro en cualquier momento durante el partido.
- Jugadores naturalizados: No hay límites en el registro de jugadores naturalizados. No hay límites en la selección de jugadores naturalizados de origen chino. Sin embargo, solo un jugador naturalizado que no sea de origen chino puede ser alineado como jugador nativo, mientras que otros jugadores naturalizados que no sean de origen chino serán contados como jugadores extranjeros.
- Jugadores de Hong Kong, Macao o Taiwán: cada club puede inscribir un jugador de Hong Kong, Macao o Taiwán de ascendencia china (excluidos los porteros), siempre que esté inscrito como futbolista profesional en una de esas tres asociaciones por primera vez en su carrera, como jugador nativo.
- El nombre de los jugadores en negrita indica que el jugador está registrado durante la ventana de transferencia de mitad de temporada.

| Equipo                        | Jugador 1                | Jugador 2                         | Jugador 3              | Jugador 4             | Jugador 5            | Jugadores naturalizados                                                                     | Jugadores de Hong Kong / Macao / Taiwán | Reservas de jugadores          | Exjugadores          |
| ----------------------------- | ------------------------ | --------------------------------- | ---------------------- | --------------------- | -------------------- | ------------------------------------------------------------------------------------------- | --------------------------------------- | ------------------------------ | -------------------- |
| Beijing Guoan                 | Fernando Martins         | Renato Augusto                    | Cédric Bakambu         | Jonathan Viera        | Kim Min-jae          | → Alan Carvalho → Nico Yennaris → John Hou Sæter                                            |                                         |                                |                      |
| Chongqing Liangjiang Athletic | Marcelo Cirino           | Fernandinho                       | Alan Kardec            | Marcinho              |                      |                                                                                             |                                         |                                | Adrian Mierzejewski  |
| Dalian Pro                    | Jailson Marques Siqueira | Emmanuel Boateng                  | Marcus Danielson       | Sam Larsson           | Salomón Rondón       |                                                                                             |                                         | Marek Hamšík                   |                      |
| Guangzhou Football Club       | Paulinho                 | Anderson Talisca                  | Park Ji-soo            |                       |                      | → Aloísio dos Santos Gonçalves → Elkeson de Oliveira Cardoso → Fernandinho → Tyias Browning |                                         |                                |                      |
| Guangzhou City Football Club  | Mousa Dembélé            | Renato Ribeiro Calixto            | Richairo Živković      | Adrian Mierzejewski   | Duško Tošić          |                                                                                             | Tan Chun Lok                            |                                | Dia Saba Eran Zahavi |
| Hebei Football Club           | Samir Memišević          | Marcão                            | Paulinho               | Mohamed Buya Turay    |                      | → Ricardo Goulart                                                                           |                                         |                                |                      |
| Henan Songshan Longmen        | Toni Šunjić              | Henrique Dourado                  | Ivo                    | Fernando Karanga      | Christian Bassogog   |                                                                                             | Tim Chow                                | Kim Sung-hwan                  |                      |
| Jiangsu Football Club         | João Miranda             | Alex Teixeira                     | Ivan Santini           | Wakaso Mubarak        | Éder Martins Citadin |                                                                                             |                                         |                                |                      |
| Qingdao Huanghai              | Joseph Minala            | Dejan Radonjić                    | Romain Alessandrini    | Jagoš Vuković         | Denis Popović        |                                                                                             | Yaki Yen                                |                                | Cléo                 |
| Shandong Taishan              | Marouane Fellaini        | Moisés Lima Magalhães             | Róger Guedes           | Tamás Kádár           | Graziano Pellè       |                                                                                             |                                         | Leonardo Rodriguez Pereira     |                      |
| Shanghái Greenland Shenhua    | Stéphane M'Bia           | Giovanni Moreno                   | Miler Bolaños          | Fidel Martínez        | Kim Shin-wook        | → Alexander N'Doumbou                                                                       |                                         | Stephan El Shaarawy            | Obafemi Martins      |
| Shanghái Port                 | Aaron Mooy               | Marko Arnautović                  | Hulk                   | Ricardo Lopes Pereira | Oscar                |                                                                                             |                                         |                                | Odil Ajmédov         |
| Shenzhen Football Club        | John Mary                | Harold Preciado                   | Morteza Pouraliganji   | Ole Selnæs            | Song Ju-hun          |                                                                                             | Dai Wai Tsun                            | Thievy Bifouma Blerim Džemaili |                      |
| Cangzhou Mighty Lions         | Matheus Leite Nascimento | Luiz Guilherme da Conceição Silva | Rômulo Borges Monteiro | Oscar Maritu          | Stoppila Sunzu       |                                                                                             |                                         |                                |                      |
| Tianjin Jinmen Tiger          | Sandro Lima              | Tiquinho Soares                   | Felix Bastians         | Frank Acheampong      | Odil Ajmédov         |                                                                                             |                                         | Johnathan Aparecido da Silva   |                      |
| Wuhan Football Club           | Léo Baptistão            | Jean Evrard Kouassi               | Eddy Gnahoré           | Obafemi Martins       | Daniel Carriço       |                                                                                             |                                         | Rafael Silva                   |                      |

1. ↑  Para los jugadores de Hong Kong, Macao o Taiwán, si no están naturalizados y fueron registrados como futbolistas profesionales en la asociación de fútbol de Asociación de Fútbol de Hong Kong, Asociación de Fútbol de Macao o Asociación de Fútbol de China Taipéi por primera vez, son reconocidos como jugadores nativos. De lo contrario, se les reconoce como jugadores extranjeros.

## Temporada regular

### Grupo A

#### Estadios
- Estadio del Centro Deportivo de Dalian
- Estadio principal de la base de entrenamiento de fútbol juvenil de Dalian
- Estadio Jinzhou
- Estadio Puwan (Reserva)

#### Tabla de la liga
| Pos. | Equipo                            | Pts. | PJ | G  | E | P  | GF | GC | Dif. | Clasificación o descenso                   |
| ---- | --------------------------------- | ---- | -- | -- | - | -- | -- | -- | ---- | ------------------------------------------ |
| 1    | Guangzhou Football Club           | 34   | 14 | 11 | 1 | 2  | 31 | 12 | +19  | Clasificación para la etapa del Campeonato |
| 2    | Jiangsu Football Club (C)         | 26   | 14 | 7  | 5 | 2  | 23 | 15 | +8   | Clasificación para la etapa del Campeonato |
| 3    | Shandong Taishan                  | 24   | 14 | 7  | 3 | 4  | 19 | 11 | +8   | Clasificación para la etapa del Campeonato |
| 4    | Shanghái Greenland Shenhua        | 21   | 14 | 5  | 6 | 3  | 16 | 15 | +1   | Clasificación para la etapa del Campeonato |
| 5    | Shenzhen Football Club            | 17   | 14 | 5  | 2 | 7  | 20 | 20 | 0    | Calificación para la etapa de descenso.    |
| 6    | Guangzhou City Football Club      | 15   | 14 | 4  | 3 | 7  | 14 | 28 | −14  | Calificación para la etapa de descenso.    |
| 7    | Dalian Professional Football Club | 11   | 14 | 2  | 5 | 7  | 18 | 21 | −3   | Calificación para la etapa de descenso.    |
| 8    | Henan Songshan Longmen            | 6    | 14 | 1  | 3 | 10 | 14 | 33 | −19  | Calificación para la etapa de descenso.    |

 Fuente: CSL, Soccerway
Criterios de clasificación: 

- Durante la temporada: 1) Puntos; 2) Diferencia de goles; 3) Goles marcados.
- Después de temporada: 1) Puntos; 2) Puntos cara a cara; 3) Diferencia de goles cara a cara; 4) Goles de cabeza a cabeza marcados; 5) Puntuaciones de la relación de peso de la liga de reserva y las ligas juveniles.

#### Resultados
| Local \ Visitante                 | DLY | GZE | HN  | GZF | JSS | SD  | SGS | SZ  |
| --------------------------------- | --- | --- | --- | --- | --- | --- | --- | --- |
| Dalian Professional Football Club | —   | 2–2 | 1–1 | 0–1 | 1–1 | 2–3 | 1–1 | 1–3 |
| Guangzhou Football Club           | 1–0 | —   | 2–1 | 2–1 | 2–1 | 0–1 | 2–0 | 2–0 |
| Henan Songshan Longmen            | 0–4 | 1–3 | —   | 1–1 | 3–4 | 0–2 | 0–0 | 1–3 |
| Guangzhou City Football Club      | 1–0 | 0–5 | 3–1 | —   | 0–2 | 1–5 | 0–2 | 0–2 |
| Jiangsu Football Club             | 2–1 | 2–1 | 5–2 | 3–3 | —   | 0–0 | 0–1 | 1–1 |
| Shandong Taishan                  | 0–1 | 1–2 | 2–1 | 0–0 | 0–1 | —   | 0–1 | 2–0 |
| Shanghái Greenland Shenhua        | 2–2 | 1–4 | 2–0 | 2–3 | 0–0 | 1–1 | —   | 3–2 |
| Shenzhen Football Club            | 3–2 | 1–3 | 1–2 | 3–0 | 0–1 | 1–2 | 0–0 | —   |

#### Posiciones por ronda
Para preservar la evolución cronológica, los partidos aplazados no se incluyen en la ronda en la que se programaron originalmente, sino que se agregan a la ronda completa en la que se jugaron inmediatamente después. Por ejemplo, si un partido está programado para la ronda 7, pero luego se juega entre las rondas 8 y 9, se agregará a la clasificación de la ronda 8.
| Equipo ╲ Jornada                  | 1                       | 2 | 3 | 4 | 5 | 6 | 7 | 8 | 9 | 10 | 11 | 12 | 13 | 14 |   |
| --------------------------------- | ----------------------- | - | - | - | - | - | - | - | - | -- | -- | -- | -- | -- | - |
| Equipo ╲ Jornada                  | Guangzhou Football Club | 2 | 1 | 1 | 2 | 1 | 1 | 1 | 1 | 1  | 1  | 1  | 1  | 1  | 1 |
| Jiangsu Football Club             | 3                       | 2 | 2 | 1 | 2 | 3 | 3 | 3 | 2 | 2  | 2  | 2  | 3  | 2  |   |
| Shandong Taishan                  | 4                       | 3 | 4 | 3 | 3 | 2 | 2 | 2 | 3 | 3  | 3  | 3  | 2  | 3  |   |
| Shanghái Greenland Shenhua        | 7                       | 5 | 3 | 4 | 4 | 4 | 4 | 4 | 4 | 4  | 5  | 4  | 4  | 4  |   |
| Shenzhen Football Club            | 1                       | 4 | 5 | 6 | 7 | 6 | 6 | 5 | 5 | 5  | 4  | 5  | 5  | 5  |   |
| Guangzhou City Football Club      | 8                       | 8 | 8 | 8 | 6 | 5 | 5 | 6 | 7 | 7  | 7  | 6  | 6  | 6  |   |
| Dalian Professional Football Club | 6                       | 7 | 7 | 7 | 8 | 8 | 8 | 7 | 6 | 6  | 6  | 7  | 7  | 7  |   |
| Henan Songshan Longmen            | 5                       | 6 | 6 | 5 | 5 | 7 | 7 | 8 | 8 | 8  | 8  | 8  | 8  | 8  |   |

#### Resultados por partido jugado
| Equipo ╲ Jornada             | 1                                 | 2 | 3 | 4 | 5 | 6 | 7 | 8 | 9 | 10 | 11 | 12 | 13 | 14 |   |
| ---------------------------- | --------------------------------- | - | - | - | - | - | - | - | - | -- | -- | -- | -- | -- | - |
| Equipo ╲ Jornada             | Dalian Professional Football Club | D | E | D | E | D | D | E | V | V  | E  | E  | D  | D  | D |
| Guangzhou Football Club      | V                                 | V | V | D | V | V | E | V | V | V  | V  | V  | D  | V  |   |
| Guangzhou City Football Club | D                                 | D | E | D | V | V | D | D | D | V  | E  | V  | D  | E  |   |
| Henan Songshan Longmen       | D                                 | E | E | V | D | D | E | D | D | D  | D  | D  | D  | D  |   |
| Jiangsu Football Club        | V                                 | E | V | V | D | D | E | V | V | E  | E  | E  | V  | V  |   |
| Shandong Taishan             | V                                 | E | D | V | V | V | V | D | D | E  | D  | V  | V  | E  |   |
| Shanghái Greenland Shenhua   | D                                 | V | V | E | V | D | E | D | E | E  | E  | E  | V  | V  |   |
| Shenzhen Football Club       | V                                 | D | D | D | D | V | E | V | E | D  | V  | D  | V  | D  |   |

### Grupo B

#### Estadios
- Estadio Kunshan
- Centro Deportivo Olímpico de Suzhou
- Centro deportivo de Suzhou
- Estadio Changshu (Reserva)

#### Tabla de la liga
| Pos. | Equipo                        | Pts. | PJ | G  | E | P  | GF | GC | Dif. | Clasificación o descenso                   |
| ---- | ----------------------------- | ---- | -- | -- | - | -- | -- | -- | ---- | ------------------------------------------ |
| 1    | Shanghái Port                 | 32   | 14 | 10 | 2 | 2  | 26 | 11 | +15  | Clasificación para la etapa del campeonato |
| 2    | Beijing Guoan                 | 28   | 14 | 8  | 4 | 2  | 36 | 19 | +17  | Clasificación para la etapa del campeonato |
| 3    | Chongqing Liangjiang Athletic | 24   | 14 | 7  | 3 | 4  | 22 | 19 | +3   | Clasificación para la etapa del campeonato |
| 4    | Hebei Football Club           | 24   | 14 | 7  | 3 | 4  | 25 | 23 | +2   | Clasificación para la etapa del campeonato |
| 5    | Wuhan Football Club           | 17   | 14 | 5  | 2 | 7  | 16 | 16 | 0    | Calificación para la etapa de descenso     |
| 6    | Cangzhou Mighty Lions         | 17   | 14 | 4  | 5 | 5  | 18 | 21 | −3   | Calificación para la etapa de descenso     |
| 7    | Qingdao Huanghai              | 10   | 14 | 2  | 4 | 8  | 15 | 27 | −12  | Calificación para la etapa de descenso     |
| 8    | Tianjin Jinmen Tiger          | 3    | 14 | 0  | 3 | 11 | 8  | 30 | −22  | Calificación para la etapa de descenso     |

 Fuente: CSL
Criterios de clasificación: 

- Durante la temporada: 1) Puntos; 2) Diferencia de goles; 3) Goles marcados.
- Después de temporada: 1) Puntos; 2) Puntos cara a cara; 3) Diferencia de goles cara a cara; 4) Goles cara a cara marcados; 5) Puntuaciones de la relación de peso de la liga de reserva y las ligas juveniles.

Notas:
1. 1 2  Head-to-head results: Chongqing Dangdai Lifan 3–1 Hebei China Fortune, Hebei China Fortune 2–2 Chongqing Dangdai Lifan
2. 1 2  Resultados cara a cara: Shijiazhuang Ever Bright 1–0 Wuhan Zall, Wuhan Zall 2–1 Shijiazhuang Ever Bright

#### Resultados
| Local \ Visitante             | BJS | CQ  | HBC | QDH | SSI | SJZ | TTD | WH  |
| ----------------------------- | --- | --- | --- | --- | --- | --- | --- | --- |
| Beijing Guoan                 | —   | 5–2 | 3–1 | 5–1 | 1–2 | 4–0 | 2–0 | 1–0 |
| Chongqing Liangjiang Athletic | 1–2 | —   | 3–1 | 0–0 | 1–0 | 1–0 | 2–2 | 1–0 |
| Hebei Football Club           | 3–3 | 2–2 | —   | 3–1 | 2–0 | 2–2 | 2–0 | 3–1 |
| Qingdao Huanghai              | 3–3 | 0–3 | 1–2 | —   | 1–1 | 0–1 | 3–0 | 0–3 |
| Shanghái Port                 | 1–0 | 3–0 | 4–0 | 2–1 | —   | 1–1 | 4–1 | 2–1 |
| Cangzhou Mighty Lions         | 2–2 | 1–4 | 3–1 | 2–2 | 0–1 | —   | 3–0 | 1–0 |
| Tianjin Jinmen Tiger          | 1–3 | 1–2 | 0–1 | 0–2 | 1–3 | 1–1 | —   | 0–0 |
| Wuhan Football Club           | 2–2 | 2–0 | 0–2 | 2–0 | 1–2 | 2–1 | 2–1 | —   |

#### Puestos por ronda
Para preservar la evolución cronológica, los partidos pospuestos no se incluyen en la ronda en la que se programaron originalmente, sino que se agregan a la ronda completa en la que se jugaron inmediatamente después. Por ejemplo, si un partido está programado para la ronda 7, pero luego se juega entre las rondas 8 y 9, se agregará a la clasificación de la ronda 8.
| Equipo ╲ Jornada              | 1             | 2 | 3 | 4 | 5 | 6 | 7 | 8 | 9 | 10 | 11 | 12 | 13 | 14 |   |
| ----------------------------- | ------------- | - | - | - | - | - | - | - | - | -- | -- | -- | -- | -- | - |
| Equipo ╲ Jornada              | Shanghái Port | 1 | 1 | 2 | 2 | 2 | 1 | 1 | 1 | 1  | 1  | 1  | 1  | 1  | 1 |
| Beijing Guoan                 | 3             | 2 | 1 | 1 | 1 | 2 | 2 | 2 | 2 | 2  | 2  | 2  | 2  | 2  |   |
| Chongqing Liangjiang Athletic | 6             | 5 | 4 | 5 | 7 | 7 | 7 | 7 | 6 | 6  | 5  | 3  | 3  | 3  |   |
| Hebei Football Club           | 4             | 8 | 7 | 7 | 5 | 4 | 4 | 4 | 4 | 5  | 6  | 4  | 4  | 4  |   |
| Wuhan Football Club           | 2             | 3 | 3 | 3 | 3 | 3 | 3 | 3 | 3 | 4  | 4  | 6  | 6  | 5  |   |
| Cangzhou Mighty Lions         | 4             | 4 | 4 | 4 | 4 | 6 | 6 | 5 | 5 | 3  | 3  | 5  | 5  | 6  |   |
| Qingdao Huanghai              | 8             | 7 | 6 | 6 | 6 | 5 | 5 | 6 | 7 | 7  | 7  | 7  | 7  | 7  |   |
| Tianjin Jinmen Tiger          | 7             | 6 | 8 | 8 | 8 | 8 | 8 | 8 | 8 | 8  | 8  | 8  | 8  | 8  |   |

#### Resultados por partido jugado
| Equipo ╲ Jornada              | 1             | 2 | 3 | 4 | 5 | 6 | 7 | 8 | 9 | 10 | 11 | 12 | 13 | 14 |   |
| ----------------------------- | ------------- | - | - | - | - | - | - | - | - | -- | -- | -- | -- | -- | - |
| Equipo ╲ Jornada              | Beijing Guoan | V | V | V | V | E | D | E | V | E  | V  | E  | V  | D  | V |
| Chongqing Liangjiang Athletic | D             | E | E | E | D | V | D | D | V | V  | V  | V  | V  | V  |   |
| Hebei Football Club           | E             | D | E | D | V | V | V | D | V | D  | E  | V  | V  | V  |   |
| Qingdao Huanghai              | D             | E | E | E | E | V | D | D | D | D  | D  | D  | V  | D  |   |
| Shanghái Port                 | V             | V | E | V | E | V | V | V | D | V  | V  | V  | V  | D  |   |
| Cangzhou Mighty Lions         | E             | E | D | V | E | D | E | V | V | V  | E  | D  | D  | D  |   |
| Tianjin Jinmen Tiger          | D             | E | D | D | D | D | D | D | D | D  | E  | D  | D  | E  |   |
| Wuhan Football Club           | V             | D | V | D | V | D | V | V | E | D  | D  | D  | D  | E  |   |

## Etapa de campeonato

### Soporte
|  | Cuartos de final | Cuartos de final                           | Cuartos de final      | Cuartos de final      |   |                                  | Semifinales                      | Semifinales | Semifinales | Semifinales |  |                         | Finales                 | Finales | Finales | Finales |  |
|  |                  |                                            |                       |                       |   |                                  |                                  |             |             |             |  |                         |                         |         |         |         |  |
|  |                  |                                            |                       |                       |   |                                  |                                  |             |             |             |  |                         |                         |         |         |         |  |
|  | 1                | Guangzhou Football Club                    | 3                     | 5                     |   |                                  |                                  |             |             |             |  |                         |                         |         |         |         |  |
|  | 1                | Guangzhou Football Club                    | 3                     | 5                     |   |                                  |                                  |             |             |             |  |                         |                         |         |         |         |  |
|  | 8                | Hebei Football Club                        | 1                     | 0                     |   |                                  |                                  |             |             |             |  |                         |                         |         |         |         |  |
|  | 8                | Hebei Football Club                        | 1                     | 0                     |   | Guangzhou Football Club          | Guangzhou Football Club          | 0           | 3           |             |  |                         |                         |         |         |         |  |
|  |                  |                                            |                       |                       |   | Guangzhou Football Club          | Guangzhou Football Club          | 0           | 3           |             |  |                         |                         |         |         |         |  |
|  |                  |                                            | Beijing Guoan         | Beijing Guoan         | 0 | 1                                |                                  |             |             |             |  |                         |                         |         |         |         |  |
|  | 5                | Beijing Guoan                              | Beijing Guoan         | Beijing Guoan         | 0 | 1                                | 2                                | 2           |             |             |  |                         |                         |         |         |         |  |
|  | 5                | Beijing Guoan                              |                       |                       |   |                                  |                                  |             |             |             |  |                         |                         |         |         |         |  |
|  | 4                | Shandong Taishan                           | 2                     | 1                     |   |                                  |                                  |             |             |             |  |                         |                         |         |         |         |  |
|  | 4                | Shandong Taishan                           | 2                     | 1                     |   |                                  |                                  |             |             |             |  | Guangzhou Football Club | Guangzhou Football Club | 0       | 1       |         |  |
|  |                  |                                            |                       |                       |   |                                  |                                  |             |             |             |  | Guangzhou Football Club | Guangzhou Football Club | 0       | 1       |         |  |
|  |                  |                                            | Jiangsu Football Club | Jiangsu Football Club | 0 | 2                                |                                  |             |             |             |  |                         |                         |         |         |         |  |
|  | 3                | Jiangsu Football Club                      | Jiangsu Football Club | Jiangsu Football Club | 0 | 2                                | 1                                | 1           |             |             |  |                         |                         |         |         |         |  |
|  | 3                | Jiangsu Football Club                      |                       |                       |   |                                  |                                  |             |             |             |  |                         |                         |         |         |         |  |
|  | 6                | Chongqing Liangjiang Athletic              | 1                     | 0                     |   |                                  |                                  |             |             |             |  |                         |                         |         |         |         |  |
|  | 6                | Chongqing Liangjiang Athletic              | 1                     | 0                     |   | Jiangsu Football Club (prórroga) | Jiangsu Football Club (prórroga) | 1           | 2           |             |  |                         |                         |         |         |         |  |
|  |                  |                                            |                       |                       |   | Jiangsu Football Club (prórroga) | Jiangsu Football Club (prórroga) | 1           | 2           |             |  |                         |                         |         |         |         |  |
|  |                  |                                            | Shanghái Port         | Shanghái Port         | 1 | 1                                |                                  |             |             |             |  |                         |                         |         |         |         |  |
|  | 7                | Shanghái Port (tiros desde el punto penal) | Shanghái Port         | Shanghái Port         | 1 | 1                                | 0                                | 1           |             |             |  |                         |                         |         |         |         |  |
|  | 7                | Shanghái Port (tiros desde el punto penal) |                       |                       |   |                                  |                                  |             |             |             |  |                         |                         |         |         |         |  |
|  | 2                | Shanghái Greenland Shenhua                 | 0                     | 1                     |   |                                  |                                  |             |             |             |  |                         |                         |         |         |         |  |
|  | 2                | Shanghái Greenland Shenhua                 | 0                     | 1                     |   |                                  |                                  |             |             |             |  |                         |                         |         |         |         |  |
|  |                  |                                            |                       |                       |   |                                  |                                  |             |             |             |  |                         |                         |         |         |         |  |

|  | Eliminatorias del 5.º al 8.º lugar | Eliminatorias del 5.º al 8.º lugar                         | Eliminatorias del 5.º al 8.º lugar | Eliminatorias del 5.º al 8.º lugar |   |                                               | Eliminatorias del 5.º al 6.º lugar            | Eliminatorias del 5.º al 6.º lugar | Eliminatorias del 5.º al 6.º lugar | Eliminatorias del 5.º al 6.º lugar |  |                     | Playoffs del 7 al 8 lugar | Playoffs del 7 al 8 lugar | Playoffs del 7 al 8 lugar | Playoffs del 7 al 8 lugar |  |
|  |                                    |                                                            |                                    |                                    |   |                                               |                                               |                                    |                                    |                                    |  |                     |                           |                           |                           |                           |  |
|  |                                    |                                                            |                                    |                                    |   |                                               |                                               |                                    |                                    |                                    |  |                     |                           |                           |                           |                           |  |
|  | 1                                  | Hebei Football Club                                        | 2                                  | 3                                  |   |                                               |                                               |                                    |                                    |                                    |  |                     |                           |                           |                           |                           |  |
|  | 1                                  | Hebei Football Club                                        | 2                                  | 3                                  |   |                                               |                                               |                                    |                                    |                                    |  |                     |                           |                           |                           |                           |  |
|  | 8                                  | Shandong Taishan (prórroga)                                | 2                                  | 6                                  |   |                                               |                                               |                                    |                                    |                                    |  |                     |                           |                           |                           |                           |  |
|  | 8                                  | Shandong Taishan (prórroga)                                | 2                                  | 6                                  |   | Shandong Taishan (tiros desde el punto penal) | Shandong Taishan (tiros desde el punto penal) | 3                                  | 2                                  |                                    |  |                     |                           |                           |                           |                           |  |
|  |                                    |                                                            |                                    |                                    |   | Shandong Taishan (tiros desde el punto penal) | Shandong Taishan (tiros desde el punto penal) | 3                                  | 2                                  |                                    |  |                     |                           |                           |                           |                           |  |
|  |                                    |                                                            | Chongqing Liangjiang Athletic      | Chongqing Liangjiang Athletic      | 4 | 1                                             |                                               |                                    |                                    |                                    |  |                     |                           |                           |                           |                           |  |
|  | 5                                  | Chongqing Liangjiang Athletic (tiros desde el punto penal) | Chongqing Liangjiang Athletic      | Chongqing Liangjiang Athletic      | 4 | 1                                             | 1                                             | 2                                  |                                    |                                    |  |                     |                           |                           |                           |                           |  |
|  | 5                                  | Chongqing Liangjiang Athletic (tiros desde el punto penal) |                                    |                                    |   |                                               |                                               |                                    |                                    |                                    |  |                     |                           |                           |                           |                           |  |
|  | 4                                  | Shanghái Greenland Shenhua                                 | 3                                  | 0                                  |   |                                               |                                               |                                    |                                    |                                    |  |                     |                           |                           |                           |                           |  |
|  | 4                                  | Shanghái Greenland Shenhua                                 | 3                                  | 0                                  |   |                                               |                                               |                                    |                                    |                                    |  | Hebei Football Club | Hebei Football Club       | 1                         | 0                         |                           |  |
|  |                                    |                                                            |                                    |                                    |   |                                               |                                               |                                    |                                    |                                    |  | Hebei Football Club | Hebei Football Club       | 1                         | 0                         |                           |  |
|  |                                    |                                                            | Shanghái Greenland Shenhua         | Shanghái Greenland Shenhua         | 4 | 1                                             |                                               |                                    |                                    |                                    |  |                     |                           |                           |                           |                           |  |
|  |                                    |                                                            | Shanghái Greenland Shenhua         | Shanghái Greenland Shenhua         | 4 | 1                                             |                                               |                                    |                                    |                                    |  |                     |                           |                           |                           |                           |  |
|  |                                    |                                                            |                                    |                                    |   |                                               |                                               |                                    |                                    |                                    |  |                     |                           |                           |                           |                           |  |
|  |                                    |                                                            |                                    |                                    |   |                                               |                                               |                                    |                                    |                                    |  |                     |                           |                           |                           |                           |  |
|  |                                    |                                                            |                                    |                                    |   |                                               |                                               |                                    |                                    |                                    |  |                     |                           |                           |                           |                           |  |
|  |                                    |                                                            |                                    |                                    |   |                                               |                                               |                                    |                                    |                                    |  |                     |                           |                           |                           |                           |  |
|  |                                    |                                                            |                                    |                                    |   |                                               |                                               |                                    |                                    |                                    |  |                     |                           |                           |                           |                           |  |
|  |                                    |                                                            |                                    |                                    |   |                                               |                                               |                                    |                                    |                                    |  |                     |                           |                           |                           |                           |  |
|  |                                    |                                                            |                                    |                                    |   |                                               |                                               |                                    |                                    |                                    |  |                     |                           |                           |                           |                           |  |
|  |                                    |                                                            |                                    |                                    |   |                                               |                                               |                                    |                                    |                                    |  |                     |                           |                           |                           |                           |  |
|  |                                    |                                                            |                                    |                                    |   |                                               |                                               |                                    |                                    |                                    |  |                     |                           |                           |                           |                           |  |
|  |                                    |                                                            |                                    |                                    |   |                                               |                                               |                                    |                                    |                                    |  |                     |                           |                           |                           |                           |  |

### Cuartos de final
| Equipo 1                      | Agr.                                 | Equipo 2                | Ida | Vuelta         |
| ----------------------------- | ------------------------------------ | ----------------------- | --- | -------------- |
| Hebei Football Club           | 1–8                                  | Guangzhou Football Club | 1–3 | 0–5            |
| Shandong Taishan              | 3–4                                  | Beijing Guoan           | 2–2 | 1–2            |
| Shanghái Greenland Shenhua    | 1–1 (4–5 tiros desde el punto penal) | Shanghái Port           | 0–0 | 1–1 (prórroga) |
| Chongqing Liangjiang Athletic | 1–2                                  | Jiangsu Football Club   | 1–1 | 0–1            |

#### Ida (vuelta 15)
| 16 de octubre de 2020 | Hebei Football Club | 1–3 | Guangzhou Football Club                                                     | Estadio Kun Shan, Suzhou,                             |                                                       |
| 19:35 UTC+08:00       | - Yin Hongbo 37'    |     | - Wu Shaocong 64' - Elkeson de Oliveira Cardoso 86' (pen.) - Wei Shihao 90' | Asistencia: 1,580 espectadores Árbitro(s): Shi Zhenlu | Asistencia: 1,580 espectadores Árbitro(s): Shi Zhenlu |

| 17 de octubre de 2020 | Shandong Taishan                       | 2–2 | Beijing Guoan                    | Centro deportivo de Suzhou, Suzhou,                    |                                                        |
| 15:30 UTC+8           | - Graziano Pellè 24' - Jin Jingdao 36' |     | - Cédric Bakambu 48' (pen.), 68' | Asistencia: 2,758 espectadores Árbitro(s): Shen Yinhao | Asistencia: 2,758 espectadores Árbitro(s): Shen Yinhao |

| 18 de octubre de 2020 | Shanghái Greenland Shenhua | 0–0 | Shanghái Port | Centro Deportivo Olímpico de Suzhou, Suzhou,           |                                                        |
| 19:35 UTC+8           |                            |     |               | Asistencia: 5,218 espectadores Árbitro(s): Guo Baolong | Asistencia: 5,218 espectadores Árbitro(s): Guo Baolong |

| 19 de octubre de 2020 | Chongqing Liangjiang Athletic | 1–1 | Jiangsu Football Club | Centro deportivo de Suzhou, Suzhou,                  |                                                      |
| 19:35 UTC+8           | - Alan Kardec 72'             |     | - Alex Teixeira 6'    | Asistencia: 2,910 espectadores Árbitro(s): Zhang Lei | Asistencia: 2,910 espectadores Árbitro(s): Zhang Lei |

#### Partido de vuelta (Ronda 16)
| 21 de octubre de 2020 | Guangzhou Football Club                                           | 5–0 | Hebei Football Club | Estadio Kun Shan, Suzhou,                       |                                                 |
| 19:35 UTC+8           | - Anderson Talisca 26', 61' - Fernandinho 35', 55' - Paulinho 79' |     |                     | Asistencia: 832 espectadores Árbitro(s): Ai Kun | Asistencia: 832 espectadores Árbitro(s): Ai Kun |

Guangzhou Evergrande Taobao ganó 8-1 en el global.
| 22 de octubre de 2020 | Beijing Guoan           | 2–1 | Shandong Taishan            | Centro deportivo de Suzhou, Suzhou,                                                            |                                                                                                |
| 19:35 UTC+8           | - Zhang Yuning 18', 74' |     | - Moisés Lima Magalhães 14' | Asistencia: 2,136 espectadores Árbitro(s): Kim Hee-gon (Asociación de Fútbol de Corea del Sur) | Asistencia: 2,136 espectadores Árbitro(s): Kim Hee-gon (Asociación de Fútbol de Corea del Sur) |

Beijing Sinobo Guoan ganó 4-3 en el global.
| 23 de octubre de 2020 | Shanghái Port                                                  | 1–1 (t. s.)(5–4 p.)        | Shanghái Greenland Shenhua                                             | Centro Deportivo Olímpico de Suzhou, Suzhou,       |                                                    |
| 19:35 UTC+8           | - Hulk 54' (pen.)                                              |                            | - Sun Shilin 90'                                                       | Asistencia: 5,177 espectadores Árbitro(s): Ma Ning | Asistencia: 5,177 espectadores Árbitro(s): Ma Ning |
|                       |                                                                | Tiros desde el punto penal |                                                                        |                                                    |                                                    |
|                       | - Hulk - Aaron Mooy - Lü Wenjun - Mirahmetjan Muzepper - Oscar |                            | - Giovanni Moreno - Miler Bolaños - Cao Yunding - Yang Xu - Sun Shilin |                                                    |                                                    |

1-1 en total. Shanghai SIPG ganó 5-4 en los penaltis.
| 24 de octubre de 2020 | Jiangsu Football Club | 1–0 | Chongqing Liangjiang Athletic | Centro Deportivo Olímpico de Suzhou, Suzhou,          |                                                       |
| 19:35 UTC+8           | - Ivan Santini 7'     |     |                               | Asistencia: 2,950 espectadores Árbitro(s): Shi Zhenlu | Asistencia: 2,950 espectadores Árbitro(s): Shi Zhenlu |

Jiangsu Suning won 2–1 on aggregate.

### Semifinales
Los ganadores se clasificarán para la fase de grupos de la Liga de Campeones de la AFC de 2021.

| Equipo 1              | Agr. | Equipo 2                | Ida | Vuelta         |
| --------------------- | ---- | ----------------------- | --- | -------------- |
| Beijing Guoan         | 1–3  | Guangzhou Football Club | 0–0 | 1–3            |
| Jiangsu Football Club | 3–2  | Shanghái Port           | 1–1 | 2–1 (prórroga) |

#### Ida (vuelta 17)
| 28 de octubre de 2020 | Beijing Guoan | 0–0 | Guangzhou Football Club | Centro deportivo de Suzhou, Suzhou,                                                             |                                                                                                 |
| 19:35 UTC+8           |               |     |                         | Asistencia: 1,785 espectadores Árbitro(s): Ko Hyung-jin (Asociación de Fútbol de Corea del Sur) | Asistencia: 1,785 espectadores Árbitro(s): Ko Hyung-jin (Asociación de Fútbol de Corea del Sur) |

| 29 de octubre de 2020 | Jiangsu Football Club | 1–1 | Shanghái Port               | Centro Deportivo Olímpico de Suzhou, Suzhou,                                                   |                                                                                                |
| 19:35 UTC+8           | - Alex Teixeira 54'   |     | - Zhang Cheng 80' (autogol) | Asistencia: 2,859 espectadores Árbitro(s): Kim Hee-gon (Asociación de Fútbol de Corea del Sur) | Asistencia: 2,859 espectadores Árbitro(s): Kim Hee-gon (Asociación de Fútbol de Corea del Sur) |

#### Partido de vuelta (Ronda 18)
| 2 de noviembre de 2020 | Guangzhou Football Club                                 | 3–1 | Beijing Guoan      | Centro Deportivo Olímpico de Suzhou, Suzhou,                                                   |                                                                                                |
| 19:35 UTC+8            | - Anderson Talisca 38' (tiro penal) - Paulinho 55', 80' |     | - Zhang Yuning 60' | Asistencia: 2.849 espectadores Árbitro(s): Kim Hee-gon (Asociación de Fútbol de Corea del Sur) | Asistencia: 2.849 espectadores Árbitro(s): Kim Hee-gon (Asociación de Fútbol de Corea del Sur) |

Guangzhou Evergrande Taobao ganó 3-1 en el global.
| 2 de noviembre de 2020 | Shanghái Port      | 1–2 (t. s.) | Jiangsu Football Club       | Centro deportivo de Suzhou, Suzhou,                    |                                                        |
| 15:30 UTC+8            | - Yang Shiyuan 24' |             | - Wu Xi 77' - Luo Jing 106' | Asistencia: 1.951 espectadores Árbitro(s): Guo Baolong | Asistencia: 1.951 espectadores Árbitro(s): Guo Baolong |

Jiangsu Suning ganó 3-2 en el global.

### Eliminatorias del 5.º al 8.º lugar
| Equipo 1                   | Agr.                                  | Equipo 2                      | Ida | Vuelta         |
| -------------------------- | ------------------------------------- | ----------------------------- | --- | -------------- |
| Hebei Football Club        | 5–8                                   | Shandong Taishan              | 2–2 | 3–6 (prórroga) |
| Shanghái Greenland Shenhua | 3–3 (9–10 tiros desde el punto penal) | Chongqing Liangjiang Athletic | 3–1 | 0–2 (prórroga) |

#### Ida (vuelta 17)
| 26 de octubre de 2020 | Hebei Football Club                                | 2–2 | Shandong Taishan                      | Estadio Kun Shan, Suzhou,                       |                                                 |
| 19:35 UTC+8           | - Mohamed Buya Turay 14' - Ding Haifeng 27' (pen.) |     | - Róger Guedes 44' (pen.), 73' (pen.) | Asistencia: 430 espectadores Árbitro(s): Ai Kun | Asistencia: 430 espectadores Árbitro(s): Ai Kun |

| 27 de octubre de 2020 | Shanghái Greenland Shenhua                       | 3–1 | Chongqing Liangjiang Athletic | Estadio Kun Shan, Suzhou,                            |                                                      |
| 19:35 UTC+8           | - Miler Bolaños 28', 57' - Yu Hanchao 89' (pen.) |     | - Marcelo Cirino 77'          | Asistencia: 510 espectadores Árbitro(s): Guo Baolong | Asistencia: 510 espectadores Árbitro(s): Guo Baolong |

#### Partido de vuelta (Ronda 18)
| 31 de octubre de 2020 | Shandong Taishan                                                                                              | 6–3 (t. s.) | Hebei Football Club                           | Estadio Kun Shan, Suzhou,                           |                                                     |
| 19:35 UTC+8           | - Moisés Lima Magalhães 18' - Róger Guedes 78', 97' - Duan Liuyu 100' - Graziano Pellè 102' - Guo Tianyu 114' |             | - Mohamed Buya Turay 21', 71' - Liao Wei 107' | Asistencia: 535 espectadores Árbitro(s): Shi Zhenlu | Asistencia: 535 espectadores Árbitro(s): Shi Zhenlu |

Shandong Luneng Taishan won 8–5 on aggregate.
| 1 de noviembre de 2020 | Chongqing Liangjiang Athletic | 2–0 (t. s.)(10–9 p.)       | Shanghái Greenland Shenhua | Estadio Kun Shan, Suzhou,                        |                                                  |
| 19:35 UTC+8            | - Marcelo Cirino 62' - Alan Kardec 64' |                            | | Asistencia: 676 espectadores Árbitro(s): Xing Qi | Asistencia: 676 espectadores Árbitro(s): Xing Qi |
|                        | | Tiros desde el punto penal | |                                                  |                                                  |
|                        | - Alan Kardec - Fernandinho - Yin Congyao - Marcelo Cirino - Yuan Mincheng - Marcinho - Liu Le - Dong Honglin - Deng Xiaofei - Alan Kardec |                            | - Miler Bolaños - Peng Xinli - Yu Hanchao - Bai Jiajun - Zhu Baojie - Alexander N'Doumbou - Wen Jiabao - Eddy Francis - Ma Zhen - Miler Bolaños |                                                  |                                                  |

3-3 en total. Chongqing Dangdai Lifan ganó 10–9 en los penaltis.

### Playoffs del 7 al 8 lugar
| Equipo 1                   | Agr. | Equipo 2            | Ida | Vuelta |
| -------------------------- | ---- | ------------------- | --- | ------ |
| Shanghái Greenland Shenhua | 5–1  | Hebei Football Club | 4–1 | 1–0    |

#### Partido de ida (ronda 19)
| 6 de noviembre de 2020 | Shanghái Greenland Shenhua                                                                  | 4–1 | Hebei Football Club  | Estadio Kunshan, Suzhou,                           |                                                    |
| 15:30 UTC+8            | - Miller Bolaños 1' - Pan Ximing 22' (autogol) - Peng Xinli 51' - Fidel Martínez 76' (pen.) |     | - Ricardo Goulart 3' | Asistencia: 354 espectadores Árbitro(s): Zhang Lei | Asistencia: 354 espectadores Árbitro(s): Zhang Lei |

#### Partido de vuelta (Vuelta 20)
| 10 de noviembre de 2020 | Hebei Football Club | 0–1 | Shanghái Greenland Shenhua | Centro deportivo de Suzhou, Suzhou,             |                                                 |
| 15:30 UTC+8             |                     |     | - Peng Xinli 90'           | Asistencia: 460 espectadores Árbitro(s): Ai Kun | Asistencia: 460 espectadores Árbitro(s): Ai Kun |

Shanghai Greenland Shenhua ganó 5-1 en el global.

### Eliminatorias del 5.º al 6.º lugar
| Equipo 1                      | Agr.                                 | Equipo 2         | Ida | Vuelta         |
| ----------------------------- | ------------------------------------ | ---------------- | --- | -------------- |
| Chongqing Liangjiang Athletic | 5–5 (3–4 tiros desde el punto penal) | Shandong Taishan | 4–3 | 1–2 (prórroga) |

#### Partido de ida (Vuelta 19)
| 6 de noviembre de 2020 | Chongqing Liangjiang Athletic                                            | 4–3 | Shandong Taishan                                               | Centro deportivo olímpico de Suzhou, Suzhou,       |                                                    |
| 15:30 UTC+8            | - Dong Honglin 46' - Marcelo Cirino 67' - Fernandinho 69' - Marcinho 88' |     | - Moisés Lima Magalhães 2' - Róger Guedes 16' - Guo Tianyu 45' | Asistencia: 465 espectadores Árbitro(s): Wang Jing | Asistencia: 465 espectadores Árbitro(s): Wang Jing |

#### Partido de vuelta (Vuelta 20)
| 10 de noviembre de 2020 | Shandong Taishan                                          | 2–1 (t. s.)(4–3 p.)        | Chongqing Liangjiang Athletic                                   | Estadio Kun Shan, Suzhou,                        |                                                  |
| 15:30 UTC+8             | - Marouane Fellaini 21' - Wang Tong 31'                   |                            | - Fernandinho 36'                                               | Asistencia: 297 espectadores Árbitro(s): Xing Qi | Asistencia: 297 espectadores Árbitro(s): Xing Qi |
|                         |                                                           | Tiros desde el punto penal |                                                                 |                                                  |                                                  |
|                         | - Marouane Fellaini - Zheng Zheng - Liu Yang - Chen Kerui |                            | - Alan Kardec - Fernandinho - Chen Jie - Liu Le - Yuan Mincheng |                                                  |                                                  |

5–5 on aggregate. Shandong Luneng Taishan won 4–3 on penalties.

### Eliminatorias del 3.º y 4.º lugar
El ganador se clasificó para los play-offs de clasificación de la Liga de Campeones de la AFC 2021.

| Equipo 1      | Agr. | Equipo 2      | Ida | Vuelta |
| ------------- | ---- | ------------- | --- | ------ |
| Shanghái Port | 2–3  | Beijing Guoan | 1–2 | 1–1    |

#### Partido de ida (Vuelta 19)
| 7 de noviembre de 2020 | Shanghái Port              | 1–2 | Beijing Guoan                           | Centro deportivo olímpico de Suzhou, Suzhou,                            |                                                                         |
| 19:35 UTC+8            | - Guo Quanbo 89' (autogol) |     | - Cédric Bakambu 25' - Chi Zhongguo 50' | Asistencia: 1.066 espectadores Árbitro(s): Ko Hyung-jin (Corea del Sur) | Asistencia: 1.066 espectadores Árbitro(s): Ko Hyung-jin (Corea del Sur) |

#### Partido de vuelta (Vuelta 20)
| 11 de noviembre de 2020 | Beijing Guoan       | 1–1 | Shanghái Port       | Centro deportivo olímpico de Suzhou, Suzhou,           |                                                        |
| 19:35 UTC+8             | - Alan Carvalho 30' |     | - Ricardo Lopes 46' | Asistencia: 1.085 espectadores Árbitro(s): Guo Baolong | Asistencia: 1.085 espectadores Árbitro(s): Guo Baolong |

Beijing Sinobo Guoan ganó 3-2 en el global.

### Finales
| Equipo 1              | Agr. | Equipo 2                | Ida | Vuelta |
| --------------------- | ---- | ----------------------- | --- | ------ |
| Jiangsu Football Club | 2–1  | Guangzhou Football Club | 0–0 | 2–1    |

#### Partido de vuelta (Vuelta 20)
| 8 de noviembre de 2020 | Jiangsu Football Club | 0–0 | Guangzhou Football Club | Centro Deportivo Olímpico de Suzhou, Suzhou,          |                                                       |
| 19:35 UTC+8            |                       |     |                         | Asistencia: 6.673 espectadores Árbitro(s): Shi Zhenlu | Asistencia: 6.673 espectadores Árbitro(s): Shi Zhenlu |

#### Partido de vuelta (Ronda 20)
| 12 de noviembre de 2020 | Guangzhou Football Club | 1–2 | Jiangsu Football Club                          | Centro Deportivo Olímpico de Suzhou, Suzhou,                            |                                                                         |
| 19:35 UTC+8             | - Wei Shihao 60'        |     | - Éder Martins Citadin 45' - Alex Teixeira 47' | Asistencia: 9.386 espectadores Árbitro(s): Ko Hyung-jin (Corea del Sur) | Asistencia: 9.386 espectadores Árbitro(s): Ko Hyung-jin (Corea del Sur) |

Jiangsu Suning ganó 2-1 en el global.

## Etapa de descenso

### Soporte
|  | Eliminatorias del puesto 9 al 16 | Eliminatorias del puesto 9 al 16  | Eliminatorias del puesto 9 al 16  | Eliminatorias del puesto 9 al 16  |   |                              | Eliminatorias del puesto 9 al 12 | Eliminatorias del puesto 9 al 12 | Eliminatorias del puesto 9 al 12 | Eliminatorias del puesto 9 al 12 |  |                      | Eliminatorias del noveno al décimo lugar | Eliminatorias del noveno al décimo lugar | Eliminatorias del noveno al décimo lugar | Eliminatorias del noveno al décimo lugar |  |
|  |                                  |                                   |                                   |                                   |   |                              |                                  |                                  |                                  |                                  |  |                      |                                          |                                          |                                          |                                          |  |
|  |                                  |                                   |                                   |                                   |   |                              |                                  |                                  |                                  |                                  |  |                      |                                          |                                          |                                          |                                          |  |
|  | 1                                | Shenzhen Football Club            | 0                                 | 1                                 |   |                              |                                  |                                  |                                  |                                  |  |                      |                                          |                                          |                                          |                                          |  |
|  | 1                                | Shenzhen Football Club            | 0                                 | 1                                 |   |                              |                                  |                                  |                                  |                                  |  |                      |                                          |                                          |                                          |                                          |  |
|  | 8                                | Tianjin Jinmen Tiger              | 2                                 | 1                                 |   |                              |                                  |                                  |                                  |                                  |  |                      |                                          |                                          |                                          |                                          |  |
|  | 8                                | Tianjin Jinmen Tiger              | 2                                 | 1                                 |   | Tianjin Jinmen Tiger         | Tianjin Jinmen Tiger             | 2                                | 1                                |                                  |  |                      |                                          |                                          |                                          |                                          |  |
|  |                                  |                                   |                                   |                                   |   | Tianjin Jinmen Tiger         | Tianjin Jinmen Tiger             | 2                                | 1                                |                                  |  |                      |                                          |                                          |                                          |                                          |  |
|  |                                  |                                   | Dalian Professional Football Club | Dalian Professional Football Club | 0 | 2                            |                                  |                                  |                                  |                                  |  |                      |                                          |                                          |                                          |                                          |  |
|  | 5                                | Cangzhou Mighty Lions             | Dalian Professional Football Club | Dalian Professional Football Club | 0 | 2                            | 2                                | 0                                |                                  |                                  |  |                      |                                          |                                          |                                          |                                          |  |
|  | 5                                | Cangzhou Mighty Lions             |                                   |                                   |   |                              |                                  |                                  |                                  |                                  |  |                      |                                          |                                          |                                          |                                          |  |
|  | 4                                | Dalian Professional Football Club | 1                                 | 2                                 |   |                              |                                  |                                  |                                  |                                  |  |                      |                                          |                                          |                                          |                                          |  |
|  | 4                                | Dalian Professional Football Club | 1                                 | 2                                 |   |                              |                                  |                                  |                                  |                                  |  | Tianjin Jinmen Tiger | Tianjin Jinmen Tiger                     | 0                                        | 1                                        |                                          |  |
|  |                                  |                                   |                                   |                                   |   |                              |                                  |                                  |                                  |                                  |  | Tianjin Jinmen Tiger | Tianjin Jinmen Tiger                     | 0                                        | 1                                        |                                          |  |
|  |                                  |                                   | Henan Songshan Longmen (prórroga) | Henan Songshan Longmen (prórroga) | 0 | 2                            |                                  |                                  |                                  |                                  |  |                      |                                          |                                          |                                          |                                          |  |
|  | 3                                | Guangzhou City Football Club      | Henan Songshan Longmen (prórroga) | Henan Songshan Longmen (prórroga) | 0 | 2                            | 0                                | 2                                |                                  |                                  |  |                      |                                          |                                          |                                          |                                          |  |
|  | 3                                | Guangzhou City Football Club      |                                   |                                   |   |                              |                                  |                                  |                                  |                                  |  |                      |                                          |                                          |                                          |                                          |  |
|  | 6                                | Qingdao Huanghai                  | 0                                 | 1                                 |   |                              |                                  |                                  |                                  |                                  |  |                      |                                          |                                          |                                          |                                          |  |
|  | 6                                | Qingdao Huanghai                  | 0                                 | 1                                 |   | Guangzhou City Football Club | Guangzhou City Football Club     | 1                                | 2                                |                                  |  |                      |                                          |                                          |                                          |                                          |  |
|  |                                  |                                   |                                   |                                   |   | Guangzhou City Football Club | Guangzhou City Football Club     | 1                                | 2                                |                                  |  |                      |                                          |                                          |                                          |                                          |  |
|  |                                  |                                   | Henan Songshan Longmen            | Henan Songshan Longmen            | 2 | 3                            |                                  |                                  |                                  |                                  |  |                      |                                          |                                          |                                          |                                          |  |
|  | 7                                | Wuhan Yangtze River Football Club | Henan Songshan Longmen            | Henan Songshan Longmen            | 2 | 3                            | 0                                | 1                                |                                  |                                  |  |                      |                                          |                                          |                                          |                                          |  |
|  | 7                                | Wuhan Yangtze River Football Club |                                   |                                   |   |                              |                                  |                                  |                                  |                                  |  |                      |                                          |                                          |                                          |                                          |  |
|  | 2                                | Henan Songshan Longmen            | 1                                 | 1                                 |   |                              |                                  |                                  |                                  |                                  |  |                      |                                          |                                          |                                          |                                          |  |
|  | 2                                | Henan Songshan Longmen            | 1                                 | 1                                 |   |                              |                                  |                                  |                                  |                                  |  |                      |                                          |                                          |                                          |                                          |  |
|  |                                  |                                   |                                   |                                   |   |                              |                                  |                                  |                                  |                                  |  |                      |                                          |                                          |                                          |                                          |  |

|  | Eliminatorias del puesto 13 al 16 | Eliminatorias del puesto 13 al 16             | Eliminatorias del puesto 13 al 16 | Eliminatorias del puesto 13 al 16 |   |                        | Eliminatorias por los puestos 13 y 14 | Eliminatorias por los puestos 13 y 14 | Eliminatorias por los puestos 13 y 14 | Eliminatorias por los puestos 13 y 14 |  |
|  |                                   |                                               |                                   |                                   |   |                        |                                       |                                       |                                       |                                       |  |
|  |                                   |                                               |                                   |                                   |   |                        |                                       |                                       |                                       |                                       |  |
|  | 1                                 | Shenzhen Football Club                        | 1                                 | 2                                 |   |                        |                                       |                                       |                                       |                                       |  |
|  | 1                                 | Shenzhen Football Club                        | 1                                 | 2                                 |   |                        |                                       |                                       |                                       |                                       |  |
|  | 4                                 | Cangzhou Mighty Lions                         | 0                                 | 2                                 |   |                        |                                       |                                       |                                       |                                       |  |
|  | 4                                 | Cangzhou Mighty Lions                         | 0                                 | 2                                 |   | Shenzhen Football Club | Shenzhen Football Club                | 2                                     | 2                                     |                                       |  |
|  |                                   |                                               |                                   |                                   |   | Shenzhen Football Club | Shenzhen Football Club                | 2                                     | 2                                     |                                       |  |
|  |                                   |                                               | Qingdao Huanghai                  | Qingdao Huanghai                  | 0 | 1                      |                                       |                                       |                                       |                                       |  |
|  | 3                                 | Qingdao Huanghai (tiros desde el punto penal) | Qingdao Huanghai                  | Qingdao Huanghai                  | 0 | 1                      | 1                                     | 2                                     |                                       |                                       |  |
|  | 3                                 | Qingdao Huanghai (tiros desde el punto penal) |                                   |                                   |   |                        | 1                                     | 2                                     |                                       |                                       |  |
|  | 2                                 | Wuhan Yangtze River Football Club             | 2                                 | 1                                 |   |                        |                                       |                                       |                                       |                                       |  |
|  | 2                                 | Wuhan Yangtze River Football Club             | 2                                 | 1                                 |   |                        |                                       |                                       |                                       |                                       |  |
|  |                                   |                                               |                                   |                                   |   |                        |                                       |                                       |                                       |                                       |  |

### Eliminatorias del puesto 9 al 16
| Equipo 1                          | Agr. | Equipo 2                          | Ida | Vuelta |
| --------------------------------- | ---- | --------------------------------- | --- | ------ |
| Tianjin Jinmen Tiger              | 3–1  | Shenzhen Football Club            | 2–0 | 1–1    |
| Dalian Professional Football Club | 3–2  | Cangzhou Mighty Lions             | 1–2 | 2–0    |
| Henan Football Club               | 2–1  | Wuhan Yangtze River Football Club | 1–0 | 1–1    |
| Qingdao Football Club             | 1–2  | Guangzhou City Football Club      | 0–0 | 1–2    |

#### Partido de ida (jornada 15)
| 16 de octubre de 2020 | Tianjin Jinmen Tiger      | 2–0 | Shenzhen Football Club | Estadio Jinzhou, Dalian,                         |                                                  |
| 15:30 UTC+8           | - Frank Acheampong 3' 50' |     |                        | Asistencia: 678 espectadores Árbitro(s): Ma Ning | Asistencia: 678 espectadores Árbitro(s): Ma Ning |

| 17 de octubre de 2020 | Dalian Professional Football Club | 1–2 | Cangzhou Mighty Lions                               | Estadio del Centro Deportivo de Dalian, Dalian,      |                                                      |
| 15:30 UTC+8           | - Sun Guowen 10'                  |     | - Stoppila Sunzu 30' - Matheus Leite Nascimento 80' | Asistencia: 2.716 espectadores Árbitro(s): Li Haixin | Asistencia: 2.716 espectadores Árbitro(s): Li Haixin |

| 18 de octubre de 2020 | Henan Football Club    | 1–0 | Wuhan Yangtze River Football Club | Estadio principal de la base de entrenamiento de fútbol juvenil de Dalian, Dalian, |                                              |
| 15:30 UTC+8           | - Henrique Dourado 30' |     |                                   | Asistencia: 0 espectadores Árbitro(s): Ma Li                                       | Asistencia: 0 espectadores Árbitro(s): Ma Li |

| 19 de octubre de 2020 | Qingdao Football Club | 0–0 | Guangzhou City Football Club | Estadio Jinzhou, Dalian,                         |                                                  |
| 15:30 UTC+8           |                       |     |                              | Asistencia: 120 espectadores Árbitro(s): Wang Di | Asistencia: 120 espectadores Árbitro(s): Wang Di |

#### Partido de vuelta (Ronda 16)
| 21 de octubre de 2020 | Shenzhen Football Club | 1–1 | Tianjin Jinmen Tiger | Estadio del Centro Deportivo de Dalian, Dalian,    |                                                    |
| 15:30 UTC+8           | - John Mary 27'        |     | - Felix Bastians 74' | Asistencia: 272 espectadores Árbitro(s): Wang Jing | Asistencia: 272 espectadores Árbitro(s): Wang Jing |

Tianjin TEDA ganó 3-1 en el global.
| 22 de octubre de 2020 | Cangzhou Mighty Lions | 0–2 | Dalian Professional Football Club      | Jinzhou Stadium, Dalian,                           |                                                    |
| 15:30 UTC+8           |                       |     | - Lin Liangming 20' - Wang Yaopeng 44' | Asistencia: 2.365 espectadores Árbitro(s): Wang Di | Asistencia: 2.365 espectadores Árbitro(s): Wang Di |

Dalian Pro ganó 3-2 en el global.
| 23 de octubre de 2020 | Wuhan Yangtze River Football Club | 1–1 | Henan Football Club  | Estadio del Centro Deportivo de Dalian, Dalian,   |                                                   |
| 15:30 UTC+8           | - Obafemi Martins 90+2'           |     | - Wang Shangyuan 24' | Asistencia: 529 espectadores Árbitro(s): Wang Zhe | Asistencia: 529 espectadores Árbitro(s): Wang Zhe |

Henan Jianye won 2–1 on aggregate.
| 24 de octubre de 2020 | Guangzhou City Football Club                      | 2–1 | Qingdao Football Club | Estadio principal de la base de entrenamiento de fútbol juvenil de Dalian, Dalian, |                                                                     |
| 15:30 UTC+8           | - Adrian Mierzejewski 71' - Richairo Živković 78' |     | - Jagoš Vuković 88'   | Asistencia: 0 espectadores Árbitro(s): Ko Hyung-jin (Corea del Sur)                | Asistencia: 0 espectadores Árbitro(s): Ko Hyung-jin (Corea del Sur) |

Guangzhou R&F ganó 2-1 en el global.

### Eliminatorias del puesto 9 al 12
| Equipo 1                          | Agr. | Equipo 2             | Ida | Vuelta |
| --------------------------------- | ---- | -------------------- | --- | ------ |
| Dalian Professional Football Club | 2–3  | Tianjin Jinmen Tiger | 0–2 | 2–1    |
| Guangzhou City Football Club      | 3–5  | Henan Football Club  | 1–2 | 2–3    |

#### Partido de ida (jornada 17)
| 26 de octubre de 2020 | Dalian Professional Football Club | 0–2 | Tianjin Jinmen Tiger | Estadio Jinzhou, Dalian,                       |                                                |
| 15:30 UTC+8           | - Frank Acheampong 11' 41'        |     |                      | Asistencia: 413 espectadores Árbitro(s): Ma Li | Asistencia: 413 espectadores Árbitro(s): Ma Li |

| 27 de octubre de 2020 | Guangzhou City Football Club | 1–2 | Henan Football Club                    | Estadio principal de la base de entrenamiento de fútbol juvenil de Dalian, Dalian, |                                                  |
| 15:30 UTC+8           | - Adrian Mierzejewski 29'    |     | - Feng Boxuan 32' - Wang Shangyuan 69' | Asistencia: 0 espectadores Árbitro(s): Guan Xing                                   | Asistencia: 0 espectadores Árbitro(s): Guan Xing |

#### Partido de vuelta (Ronda 18)
| 31 de octubre de 2020 | Tianjin Jinmen Tiger | 1–2 | Dalian Professional Football Club          | Estadio del Centro Deportivo de Dalian, Dalian,     |                                                     |
| 15:30 UTC+8           | - Song Yue 77'       |     | - Lin Liangming 19' - Emmanuel Boateng 19' | Asistencia: 1.207 espectadores Árbitro(s): Wang Zhe | Asistencia: 1.207 espectadores Árbitro(s): Wang Zhe |

Tianjin TEDA ganó 3-2 en el global.
| 1 de noviembre de 2020 | Henan Football Club                                                       | 3–2 | Guangzhou City Football Club      | Estadio principal de la base de entrenamiento de fútbol juvenil de Dalian, Dalian, |                                                |
| 15:30 UTC+8            | - Christian Bassogog 41' (penalti) - Luo Xin 76' - Fernando Karanga 90+1' |     | - Ye Chugui 11' - Duško Tošić 68' | Asistencia: 0 espectadores Árbitro(s): Wang Di                                     | Asistencia: 0 espectadores Árbitro(s): Wang Di |

Henan Jianye won 5–3 on aggregate.

### Eliminatorias del puesto 13 al 16
| Equipo 1                          | Agr.                                 | Equipo 2              | Ida | Vuelta         |
| --------------------------------- | ------------------------------------ | --------------------- | --- | -------------- |
| Shenzhen Football Club            | 3–2                                  | Cangzhou Mighty Lions | 1–0 | 2–2            |
| Wuhan Yangtze River Football Club | 3–3 (4–5 tiros desde el punto penal) | Qingdao Football Club | 2-1 | 1–2 (prórroga) |

#### Partido de ida (jornada 17)
| 28 de octubre de 2020 | Shenzhen Football Club | 1–0 | Cangzhou Mighty Lions | Estadio del Centro Deportivo de Dalian, Dalian,  |                                                  |
| 15:30 UTC+8           | - John Mary 90+1'      |     |                       | Asistencia: 200 espectadores Árbitro(s): Fu Ming | Asistencia: 200 espectadores Árbitro(s): Fu Ming |

| 29 de octubre de 2020 | Wuhan Yangtze River Football Club             | 2–1 | Qingdao Football Club     | Jinzhou Stadium, Dalian,                           |                                                    |
| 15:30 UTC+8           | - Jean Evrard Kouassi 7' - Daniel Carriço 57' |     | - Romain Alessandrini 72' | Asistencia: 220 espectadores Árbitro(s): Li Haixin | Asistencia: 220 espectadores Árbitro(s): Li Haixin |

#### Partido de vuelta (jornada 18)
| 2 de noviembre de 2020 | Cangzhou Mighty Lions                                                  | 2–2 | Shenzhen Football Club                         | Jinzhou Stadium, Dalian,                         |                                                  |
| 15:30 UTC+8            | - Luiz Guilherme da Conceição Silva 45' - Matheus Leite Nascimento 56' |     | - Harold Preciado 29' - Yang Yun 79' (autogol) | Asistencia: 320 espectadores Árbitro(s): Ma Ning | Asistencia: 320 espectadores Árbitro(s): Ma Ning |

Shenzhen ganó 3-2 en el global.
| 2 de noviembre de 2020 | Qingdao Football Club                                                          | 2–1 (t. s.)(5–4 p.)        | Wuhan Yangtze River Football Club                                         | Estadio principal de la base de entrenamiento de fútbol juvenil de Dalian, Dalian, |                                                    |
| 15:30 UTC+8            | - Romain Alessandrini 29' - Zhu Jianrong 71'                                   |                            | - Liu Yun 15'                                                             | Asistencia: 220 espectadores Árbitro(s): Li Haixin                                 | Asistencia: 220 espectadores Árbitro(s): Li Haixin |
|                        |                                                                                | Tiros desde el punto penal |                                                                           |                                                                                    |                                                    |
|                        | - Jagoš Vuković - Zhu Jianrong - Yao Jiangshan - Joseph Minala - Joseph Minala |                            | - Yao Hanlin - Daniel Carriço - Cong Zhen - Obafemi Martins - Han Pengfei |                                                                                    |                                                    |

3-3 en total. 
Qingdao Huanghai ganó 5-4 en los penaltis.

### Eliminatorias por los puestos 15 y 16
El ganador del playoff se clasificará para los play-offs de descenso, mientras que el perdedor descenderá directamente a la China League One 2021.

| Equipo 1                          | Agr. | Equipo 2              | Ida | Vuelta |
| --------------------------------- | ---- | --------------------- | --- | ------ |
| Wuhan Yangtze River Football Club | 2–1  | Cangzhou Mighty Lions | 0–0 | 2–1    |

#### Partido de ida (jornada 19)
| 7 de noviembre de 2020 | Wuhan Yangtze River Football Club | 0–0 | Cangzhou Mighty Lions | Jinzhou Stadium, Dalian,                         |                                                  |
| 15:30 UTC+8            |                                   |     |                       | Asistencia: 350 espectadores Árbitro(s): Ma Ning | Asistencia: 350 espectadores Árbitro(s): Ma Ning |

#### Partido de vuelta (ronda 20)
| 11 de noviembre de 2020 | Cangzhou Mighty Lions          | 1–2 | Wuhan Yangtze River Football Club | Estadio del Centro Deportivo de Dalian, Dalian,      |                                                      |
| 15:30 UTC+8             | - Matheus Leite Nascimento 53' |     | - 14', 85' Jean Evrard Kouassi    | Asistencia: 453 espectadores Árbitro(s): Kim Hee-gon | Asistencia: 453 espectadores Árbitro(s): Kim Hee-gon |

Wuhan Zall ganó 2-1 en el global.

### Playoffs por el 13.º y 14.º puesto
| Equipo 1              | Agr. | Equipo 2               | Ida | Vuelta |
| --------------------- | ---- | ---------------------- | --- | ------ |
| Qingdao Football Club | 1–4  | Shenzhen Football Club | 0–2 | 1–2    |

#### Partido de ida (ronda 19)
| 6 de noviembre de 2020 | Qingdao Football Club | 0–2 | Shenzhen Football Club             | Estadio principal de la base de entrenamiento de fútbol juvenil de Dalian, Dalian, |                                                |
| 15:30 UTC+8            |                       |     | 6' Harold Preciado 54' Wang Yongpo | Asistencia: 0 espectadores Árbitro(s): Fu Ming                                     | Asistencia: 0 espectadores Árbitro(s): Fu Ming |

#### Partido de vuelta (ronda 20)
| 10 de noviembre de 2020 | Shenzhen Football Club    | 2–1 | Qingdao Football Club | Jinzhou Stadium, Dalian,                             |                                                      |
| 15:30 UTC+8             | 42' John Mary 55' Gao Lin |     | 81' Bari Mamatil      | Asistencia: 100 espectadores Árbitro(s): Tang Shunqi | Asistencia: 100 espectadores Árbitro(s): Tang Shunqi |

Shenzhen ganó 4-1 en el global.

### Playoffs por el 11.º y 12.º puesto
| Equipo 1                     | Agr. | Equipo 2                          | Ida | Vuelta         |
| ---------------------------- | ---- | --------------------------------- | --- | -------------- |
| Guangzhou City Football Club | 4–3  | Dalian Professional Football Club | 0–3 | 4–0 (prórroga) |

#### Partido de ida (ronda 19)
| 6 de noviembre de 2020 | Guangzhou City Football Club | 0–3 | Dalian Professional Football Club                     | Estadio del Centro Deportivo de Dalian, Dalian,                      |                                                                      |
| 15:30 UTC+8            |                              |     | 48' Sam Larsson 57' Wang Jinxian 73' Emmanuel Boateng | Asistencia: 489 espectadores Árbitro(s): Kim Hee-gon (Corea del Sur) | Asistencia: 489 espectadores Árbitro(s): Kim Hee-gon (Corea del Sur) |

#### Partido de vuelta (Ronda 20)
| 6 de noviembre de 2020 | Dalian Professional Football Club | 0–4 (t. s.) | Guangzhou City Football Club                       | Estadio principal de la base de entrenamiento de fútbol juvenil de Dalian, Dalian, |                                                  |
| 15:30 UTC+8            |                                   |             | 9' Li Shuai 72' Duško Tošić · 85, 93' Chen Zhizhao | Asistencia: 0 espectadores Árbitro(s): Guan Xing                                   | Asistencia: 0 espectadores Árbitro(s): Guan Xing |

Guangzhou R&F ganó 4-3 en el global.

### Playoffs por el 9º y 10º puesto
| Equipo 1            | Agr. | Equipo 2             | Ida | Vuelta         |
| ------------------- | ---- | -------------------- | --- | -------------- |
| Henan Football Club | 2–1  | Tianjin Jinmen Tiger | 0–0 | 2–1 (prórroga) |

#### Partido de ida (ronda 19)
| 6 de noviembre de 2020 | Henan Football Club | 0–0 | Tianjin Jinmen Tiger | Jinzhou Stadium, Dalian,                          |                                                   |
| 15:30 UTC+8            |                     |     |                      | Asistencia: 78 espectadores Árbitro(s): Li Haixin | Asistencia: 78 espectadores Árbitro(s): Li Haixin |

#### Partido de vuelta (Ronda 20)
| 10 de noviembre de 2020 | Tianjin Jinmen Tiger | 1–2 (t. s.) | Henan Football Club            | Estadio del Centro Deportivo de Dalian, Dalian,   |                                                   |
| 15:30 UTC+8             | 113' Song Yue        |             | 100' Henrique Dourado 104' Ivo | Asistencia: 108 espectadores Árbitro(s): Wang Zhe | Asistencia: 108 espectadores Árbitro(s): Wang Zhe |

Henan Jianye ganó 2-1 en el global.

## Play-offs de descenso

### Descripción general
| Equipo 1                            | Agr. | Equipo 2                          | Ida | Vuelta |
| ----------------------------------- | ---- | --------------------------------- | --- | ------ |
| Zhejiang Professional Football Club | 2–3  | Wuhan Yangtze River Football Club | 2–2 | 0–1    |

### Partidos

#### Primera etapa
| 18 de noviembre de 2020 | Zhejiang Professional Football Club   | 2–2 | Wuhan Yangtze River Football Club     | Centro Deportivo Olímpico de Suzhou, Suzhou, |                                         |
| 19:35 UTC+8             | 55' Nyasha Mushekwi 90+9' Dino Ndlovu |     | 14' Li Hang 45+5' Jean Evrard Kouassi | Árbitro(s): Kim Hee-gon (Corea del Sur)      | Árbitro(s): Kim Hee-gon (Corea del Sur) |

#### Segunda etapa
| 22 de noviembre de 2020 | Wuhan Yangtze River Football Club | 1–0 | Zhejiang Professional Football Club | Centro Deportivo Olímpico de Suzhou, Suzhou, |                                          |
| 19:35 UTC+8             | 30' Li Hang                       |     |                                     | Árbitro(s): Ko Hyung-jin (Corea del Sur)     | Árbitro(s): Ko Hyung-jin (Corea del Sur) |

Wuhan Zall ganó 3-2 en el global y permaneció en la Superliga china.

## Clasificación final
| Posición | Equipo                            | Clasificación o descenso                                                   |
| -------- | --------------------------------- | -------------------------------------------------------------------------- |
| 1        | Jiangsu Football Club             | Se disolvió después de la temporada.                                       |
| 2        | Guangzhou Football Club           | Clasificación para la fase de grupos de la Liga de Campeones de la AFC.    |
| 3        | Beijing Guoan                     | Clasificación para la fase de grupos de la Liga de Campeones de la AFC.    |
| 4        | Shanghái Port                     | Clasificación para la ronda de play-off de la Liga de Campeones de la AFC. |
| 5        | Shandong Taishan                  |                                                                            |
| 6        | Chongqing Liangjiang Athletic     |                                                                            |
| 7        | Shanghái Greenland Shenhua        |                                                                            |
| 8        | Hebei Football Club               |                                                                            |
| 9        | Henan Football Club               |                                                                            |
| 10       | Tianjin Jinmen Tiger              |                                                                            |
| 11       | Guangzhou City Football Club      |                                                                            |
| 12       | Dalian Professional Football Club |                                                                            |
| 13       | Shenzhen Football Club            |                                                                            |
| 14       | Qingdao Football Club             |                                                                            |
| 15       | Wuhan Yangtze River Football Club | Clasificación para el play-off de descenso.                                |
| 16       | Cangzhou Mighty Lions             | El descenso se canceló debido a la disolución del Jiangsu FC.              |

## Goleadores

### Máximos goleadores
Fuente:
| Rango | Jugador              | Club                                                       | Objetivos |
| ----- | -------------------- | ---------------------------------------------------------- | --------- |
| 1     | Cédric Bakambu       | Beijing Guoan                                              | 14        |
| 2     | Paulinho             | Guangzhou Football Club                                    | 12        |
| 3     | Marcão               | Hebei Football Club                                        | 11        |
| 3     | John Mary            | Shenzhen Football Club                                     | 11        |
| 5     | Alex Teixeira        | Jiangsu Football Club                                      | 10        |
| 6     | Romain Alessandrini  | Qingdao Football Club                                      | 9         |
| 6     | Éder Martins Citadin | Jiangsu Football Club                                      | 9         |
| 6     | Alan Kardec          | Chongqing Liangjiang Athletic                              | 9         |
| 6     | Salomón Rondón       | Dalian Professional Football Club                          | 9         |
| 10    | Henrique Dourado     | Henan Football Club                                        | 8         |
| 10    | Jean Evrard Kouassi  | Wuhan Yangtze River Football Club                          | 8         |
| 10    | Adrian Mierzejewski  | Chongqing Liangjiang Athletic Guangzhou City Football Club | 8         |
| 10    | Graziano Pellè       | Shandong Taishan                                           | 8         |
| 10    | Wei Shihao           | Guangzhou Football Club                                    | 8         |

### Máximas asistencias
Fuente:
| Rango | Jugador                  | Club                          | Ayuda |
| ----- | ------------------------ | ----------------------------- | ----- |
| 1     | Oscar                    | Shanghái Port                 | 7     |
| 2     | Adrian Mierzejewski      | Chongqing Liangjiang Athletic | 5     |
| 2     | Matheus Leite Nascimento | Cangzhou Mighty Lions         | 5     |
| 4     | Cédric Bakambu           | Beijing Guoan                 | 4     |
| 4     | Mohamed Buya Turay       | Hebei Football Club           | 4     |
| 4     | Jonathan Viera           | Beijing Guoan                 | 4     |
| 4     | Yang Liyu                | Guangzhou Football Club       | 4     |
| 5     | 7 jugadores              | 7 jugadores                   | 3     |

### Trucos de sombrero
| Jugador             | Para                          | Contra                            | Resultado | Fecha                    | Árbitro |
| ------------------- | ----------------------------- | --------------------------------- | --------- | ------------------------ | ------- |
| Marouane Fellaini   | Shandong Taishan              | Dalian Professional Football Club | 2–3       | 26 de julio de 2020      | [ 22 ]  |
| Ivan Santini        | Jiangsu Football Club         | Henan Football Club               | 5–2       | 30 de agosto de 2020     |         |
| Cédric Bakambu4     | Beijing Guoan                 | Chongqing Liangjiang Athletic     | 5–2       | 1 de septiembre de 2020  | [ 23 ]  |
| Adrian Mierzejewski | Chongqing Liangjiang Athletic | Cangzhou Mighty Lions             | 4–1       | 25 de septiembre de 2020 |         |

## Premios

### Jugadores de la ronda
Los siguientes jugadores fueron nombrados Jugadores de la Ronda.
| Redondo | Jugador             | Club                              |
| ------- | ------------------- | --------------------------------- |
| 1       | Marouane Fellaini   | Shandong Taishan                  |
| 2       | Romain Alessandrini | Qingdao Football Club             |
| 3       | Alan Kardec         | Chongqing Liangjiang Athletic     |
| 4       | Alex Teixeira       | Jiangsu Football Club             |
| 5       | Giovanni Moreno     | Shanghái Greenland Shenhua        |
| 6       | Eran Zahavi         | Guangzhou City Football Club      |
| 7       | Jin Jingdao         | Shandong Taishan                  |
| 8       | Cédric Bakambu      | Beijing Guoan                     |
| 9       | Salomón Rondón      | Dalian Professional Football Club |
| 10      | Adrian Mierzejewski | Chongqing Liangjiang Athletic     |
| 11      | Renato Augusto      | Beijing Guoan                     |
| 12      | Jonathan Viera      | Beijing Guoan                     |
| 13      | Adrian Mierzejewski | Chongqing Liangjiang Athletic     |
| 14      | Fernando Martins    | Beijing Guoan                     |
| 15      | Wei Shihao          | Guangzhou Football Club           |
| 16      | Zhang Yuning        | Beijing Guoan                     |
| 17      | Frank Acheampong    | Tianjin Jinmen Tiger F.C.         |
| 18      | Paulinho            | Guangzhou Football Club           |
| 19      | Sam Larsson         | Dalian Professional Football Club |
| 20      | Alex Teixeira       | Jiangsu Football Club             |

## Asistencia a la liga
| Redondo | Equipo local                      | Resultado | Equipo de fuera                   | Fecha                    | Ubicación | Asistencia |
| ------- | --------------------------------- | --------- | --------------------------------- | ------------------------ | --------- | ---------- |
| 6       | Beijing Guoan                     | 1–2       | Shanghái Port                     | 22 de agosto de 2020     | Suzhou    | 1,588      |
| 8       | Shanghái Port                     | 4–1       | Tianjin Jinmen Tiger              | 31 de agosto de 2020     | Suzhou    | 835        |
| 8       | Beijing Guoan                     | 5–2       | Chongqing Liangjiang Athletic     | 1 de septiembre de 2020  | Suzhou    | 742        |
| 9       | Guangzhou Football Club           | 2–1       | Guangzhou City Football Club      | 4 de septiembre de 2020  | Dalian    | 1,500      |
| 9       | Qingdao Football Club             | 0–1       | Cangzhou Mighty Lions             | 5 de septiembre de 2020  | Suzhou    | 762        |
| 9       | Wuhan Yangtze River Football Club | 2–2       | Beijing Guoan                     | 6 de septiembre de 2020  | Suzhou    | 985        |
| 10      | Shanghái Greenland Shenhua        | 1–1       | Shandong Taishan                  | 9 de septiembre de 2020  | Dalian    | 2,000      |
| 10      | Shanghái Port                     | 2–1       | Qingdao Football Club             | 10 de septiembre de 2020 | Suzhou    | 632        |
| 10      | Chongqing Liangjiang Athletic     | 3–1       | Hebei Football Club               | 11 de septiembre de 2020 | Suzhou    | 447        |
| 11      | Shandong Taishan                  | 1–2       | Guangzhou Football Club           | 13 de septiembre de 2020 | Dalian    | 2,000      |
| 11      | Wuhan Yangtze River Football Club | 1–2       | Shanghái Port                     | 15 de septiembre de 2020 | Suzhou    | 871        |
| 11      | Tianjin Jinmen Tiger              | 1–1       | Cangzhou Mighty Lions             | 16 de septiembre de 2020 | Suzhou    | 452        |
| 12      | Guangzhou Football Club           | 2–1       | Henan Football Club               | 21 de septiembre de 2020 | Dalian    | 600        |
| 12      | Chongqing Liangjiang Athletic     | 1–0       | Wuhan Yangtze River Football Club | 22 de septiembre de 2020 | Suzhou    | 419        |
| 13      | Dalian Professional Football Club | 1–3       | Shenzhen Football Club            | 24 de septiembre de 2020 | Dalian    | 5,894      |
| 13      | Shanghái Port                     | 1–0       | Beijing Guoan                     | 25 de septiembre de 2020 | Suzhou    | 1,603      |
| 14      | Guangzhou Football Club           | 1–0       | Dalian Professional Football Club | 27 de septiembre de 2020 | Dalian    | 1,991      |
| 14      | Shenzhen Football Club            | 0–1       | Jiangsu Football Club             | 27 de septiembre de 2020 | Dalian    | 2,000      |
| 14      | Hebei Football Club               | 3–1       | Qingdao Football Club             | 28 de septiembre de 2020 | Suzhou    | 224        |